# Centro de Defensa de la Unión Ortodoxa
El Centro de Defensa de la Unión Ortodoxa (en inglés: Orthodox Union Advocacy Center) es una organización de cabildeo no partidista que pertenece a la Unión Ortodoxa. 
La asociación representa a 1.000 congregaciones judías ubicadas en todo el país, promueve los esfuerzos de cabildeo de la Unión Ortodoxa en la capital federal, Washington D. C., y en las capitales de los Estados de la Unión. 
La organización antiguamente era conocida como el Instituto de Asuntos Públicos, el Centro de Defensa de la Unión Ortodoxa compromete a los líderes de todos los niveles del gobierno, así como al público en general, para promover y proteger los intereses y los valores de la comunidad judía ortodoxa en el ámbito de las políticas públicas, y en todo aquello relacionado con las relaciones entre el Gobierno de los Estados Unidos y el Estado de Israel.
El OU Advocacy Center tiene relaciones con los legisladores, los dirigentes del gobierno, y los políticos de los Estados Unidos. La organización aboga por temas que afectan e impactan a la comunidad judía estadounidense. Mediante su labor, apoyan y fortalecen el judaísmo en los Estados Unidos de América y contribuyen al bienestar de la sociedad judía estadounidense, israelí y mundial.
A nivel federal, el OU Advocacy Center se reúne con el Presidente de los EE. UU., y con los altos funcionarios de la Administración Trump, para enriquecer su relación con los niveles más altos del gobierno. La organización OU Advocacy Center también trabaja con los senadores y representantes de los Estados Unidos para elaborar legislación, testificar ante comités del Congreso y del Senado, y crear coaliciones bipartidistas de apoyo, para promover y proteger los intereses y los valores de la comunidad judía ortodoxa estadounidense.
El apoyo estatal del OU Advocacy Center ha crecido exponencialmente en los últimos años. La asociación ha inaugurado oficinas que funcionan a tiempo completo en Nueva York, Nueva Jersey, Pensilvania y Florida, donde cada equipo trabaja con los líderes del gobierno y la oposición sobre una base bipartidista, para construir coaliciones y promover las necesidades e intereses de la comunidad judía ortodoxa ante la legislatura estatal. 
La organización está expandiendo sus oficinas en la Costa Este de los Estados Unidos, en Nueva Inglaterra y en la Costa Oeste de los Estados Unidos, y mantiene una presencia significativa en el Suroeste del país. Mediante su trabajo, el OU Advocacy Center ha conseguido recaudar millones de dólares para las comunidades judías en todo el país.